# Trae Golden
Robert Wilson "Trae" Golden, né le 9 mars 1991 à Powder Springs en Géorgie, est un joueur américain de basket-ball évoluant aux postes de meneur et d'arrière.

## Biographie
Après avoir évolué en Finlande avec Korikobrat, à Chypre avec l'ETHA Éngomis puis en Italie avec le Pallacanestro Chieti, il signe en 2017 avec l'ESSM Le Portel. En 2018, Golden rejoint l'Avtodor Saratov.